# Paços do Concelho do Porto

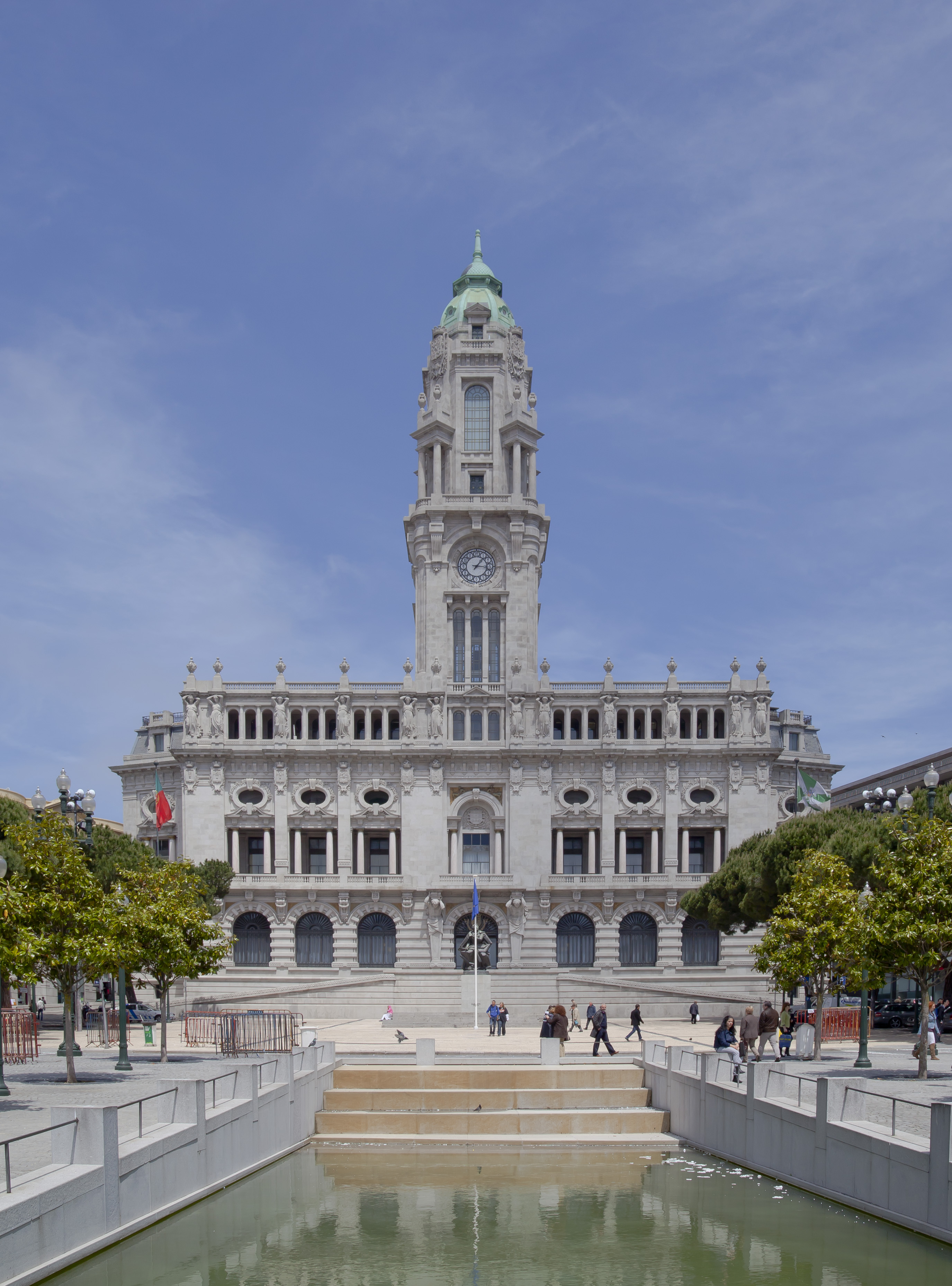
Paços do Concelho do Porto.

Os Paços do Concelho do Porto são o edifício sede do Município do Porto, em Portugal, cuja construção teve início em 1920, conforme projeto do arquiteto Correia da Silva.
A obra surgiu na sequência do plano de expansão do centro cívico da cidade, elaborado pelo arquiteto inglês Barry Parker e aprovado em 1916. A concretização deste plano levou à expansão para norte da Praça da Liberdade, abrindo-se a Avenida dos Aliados e a Praça do General Humberto Delgado.
Apesar de ter sido iniciado em 1920, as obras do edifício dos paços do concelho sofreram inúmeras interrupções, tendo sido introduzidas alterações ao projeto inicial, pelo arquiteto Carlos Ramos. Os serviços camarários só se instalaram no novo edifício em 1957.

## O edifício
O edifício é constituído por seis pisos, uma cave e dois pátios interiores. A torre central, com 70 metros de altura e um relógio de carrilhão, é acessível por uma escada interior de 180 degraus. Os interiores, de mármore e granito, são ricamente decorados.
A fachada de granito (retirado no início do século XX das pedreiras de São Gens, no concelho de Matosinhos) é decorada com uma dúzia de esculturas da autoria de José Sousa Caldas e Henrique Moreira, representando atividades ligadas desde sempre ao Porto, como a viticultura, a indústria ou a navegação.